# Boeo
Boeo (em grego: Βοιὼ) foi uma sacerdotisa de Delfos, foi uma fonte utilizada por Pausânias sobre a história do oráculo de Delfos. 
Pausânias disse que Boeo era uma nativa de  Delfos, e cita as quatro linhas de um hino que Boeo fez para Apolo, incluindo uma passagem perto de seu final, de onde ela afirma que Olen foi o primeiro profeta e sacerdote de Apolo, e que o oráculo de Delfos foi estabelecido por seus discípulos, juntamente com Hiperbóreanos. Pausânias  cita que subsequente a sua fundação, o mais alto cargo em Delfos sempre foi exercido por mulheres sacerdotisas. 
O hino de Boeo esta agora perdido, exceto os fragmentos preservados por Pausânias, o nome de seu trabalho é desconhecido, e não há outros detalhes biográficos estão disponíveis.